# Alexander Ecker
Alexander Ecker, född 10 juli 1816 i Freiburg im Breisgau, död där 20 maj 1887, var en tysk anatom och antropolog.
Ecker var professor i anatomi vid universitetet i Freiburg och inrättade ett antropologiskt (främst kraniologiskt) museum i samma stad. Han författade bland annat Crania Germaniæ (1863-65), Die Hirnwindungen des Menschen (1869; andra upplagan 1882) och Die Anatomie des Frosches (tre band, 1864-82; tredje upplagan bearbetad av Ernst Gaupp 1896) samt utgav från 1865 med Ludwig Lindenschmit "Archiv für Anthropologie".